# مقاطعة كينغ (تكساس)
مقاطعة كينغ (بالإنجليزية: King  County)‏ هي إحدى المقاطعات في ولاية تكساس، الولايات المتحدة الأمريكية.